# Жукей
Жуке́й (каз. Жүкей) — село у складі району Біржан-сала Акмолинської області Казахстану. Входить до складу Ульгинського сільського округу.
Населення — 171 особа (2021; 196 у 2009, 206 у 1999, 216 у 1989).
Національний склад станом на 1989 рік:
- росіяни — 53 %;
- казахи — 27 %.